# Heaval
Heaval är ett berg i Storbritannien.   Det ligger i kommunen Yttre Hebriderna och riksdelen Skottland, i den nordvästra delen av landet, 800 km nordväst om huvudstaden London. Toppen på Heaval är 383 meter över havet. Heaval ligger på ön Isle of Barra.
Terrängen runt Heaval är platt söderut, men norrut är den kuperad. Havet är nära Heaval åt sydväst. Heaval är den högsta punkten i trakten. Trakten runt Heaval består i huvudsak av gräsmarker.